# فلسفه اخلاق
اِتیک (به فرانسوی: éthique) مطالعه فلسفی پدیده‌های اخلاقی است. این رشته که با نام فلسفه اخلاق نیز شناخته می‌شود، به بررسی پرسش‌های هنجاری دربارهٔ اینکه افراد چه باید بکنند یا کدام رفتار از نظر اخلاقی درست است، می‌پردازد. شاخه‌های اصلی آن شامل اخلاق هنجاری، اخلاق کاربردی و فرااخلاق می‌شود.
اخلاق هنجاری در پی یافتن اصول کلی است که چگونگی رفتار افراد را هدایت می‌کنند. اخلاق کاربردی مسائل اخلاقی مشخصی را در موقعیت‌های واقعی، مانند سقط جنین، رفتار با حیوانات و رویه‌های تجاری، بررسی می‌کند. فرااخلاق مفروضات و مفاهیم بنیادی اخلاق را کاوش می‌کند و پرسش‌هایی مانند وجود حقایق اخلاقی عینی، امکان‌پذیری دانش اخلاقی و چگونگی انگیزه‌بخشی قضاوت‌های اخلاقی را مطرح می‌کند. نظریه‌های هنجاری تأثیرگذار شامل پیامدگرایی، اخلاق وظیفه‌گرا و اخلاقیات فضیلت هستند. پیامدگرایان معتقدند عملی درست است که بهترین پیامدها را به دنبال داشته باشد. وظیفه‌گرایان بر خود کنش‌ها تمرکز دارند و می‌گویند این کنش‌ها باید با وظایفی مانند راست‌گویی و پایبندی به وعده‌ها همخوان باشند. اخلاق فضیلت، بروز فضایل مانند دلیری و دلسوزی را اصل بنیادین اخلاق می‌داند.
اخلاق ارتباط نزدیکی با نظریه ارزش دارد که ماهیت و انواع ارزش، مانند تمایز بین ارزش ابزاری و ذاتی، را مطالعه می‌کند. روان‌شناسی اخلاقی، به‌عنوان رشته‌ای تجربی مرتبط، فرآیندهای روان‌شناختی دخیل در اخلاق، مانند استدلال و شکل‌گیری شخصیت، را بررسی می‌کند. اخلاق توصیفی، کدهای اخلاقی و باورهای غالب در جوامع مختلف را توصیف می‌کند و بُعد تاریخی آن‌ها را در نظر می‌گیرد.
تاریخچه اخلاق از دوره باستان با تدوین اصول و نظریه‌های اخلاقی در مصر، هند، چین و یونان باستان آغاز شد. این دوره شاهد پیدایش آموزه‌های اخلاقی مرتبط با هندوئیسم، بودیسم، کنفسیوس‌گرایی، تائوئیسم و مشارکت فیلسوفانی مانند سقراط و ارسطو بود. در قرون وسطی، تفکر اخلاقی به شدت تحت تأثیر آموزه‌های دینی قرار داشت. در دوره مدرن، تمرکز به رویکردی سکولارتر معطوف شد که بر تجربه اخلاقی، دلایل کنش و پیامدهای آن تأکید داشت. یکی از تحولات تأثیرگذار در قرن بیستم، ظهور فرااخلاق بود.

## تعریف
درستی و نادرستی امور، شناخت امور خیر و شر، و بازشناسی فضایل، مسائل بنیادین اخلاق را تشکیل می‌دهند. پرسش از این مسائل بنیادین، منجر به شکل‌گیری دو حوزه نظری می‌شود: فرا اخلاق و اخلاق هنجاری؛ فلسفه اخلاق این دو حوزه را شامل می‌شود.
فلسفه اخلاق، یکی از رویکردهای علم اخلاق است و بدون در نظر گرفتن نقش و اهمیت آن، و پیش کشیدن سؤالاتی که این حوزه از فلسفه، مطرح می‌کند، نمی‌توان فهم کاملی از اخلاق و اخلاقیات، کسب کرد. نهایتاً فلسفه اخلاق در شرایط بحرانی یا فوری بیش از دیگر علوم انتزاعی به دادمان نخواهد رسید، اما مطمئناً اصول و مسائل اخلاقی که توسط فلسفه اخلاق مورد بررسی قرار می‌گیرند می‌توانند به صورت پیش‌بینی بسیار از رخدادها را ممکن یا غیرممکن سازند. به این معنا که ساختار شکل‌گرفته اخلاقی پیرامون ما (به عنوان دستاورد اندیشه و فلسفه اخلاق)، رخ دادن امور را از صافی اخلاقیات حاکم رد می‌کند و در نتیجه شناخت این محیط اخلاقی به ما در تصمیم‌گیری‌های موقعی مان کمک فراوان خواهد رساند.

## تاریخچه

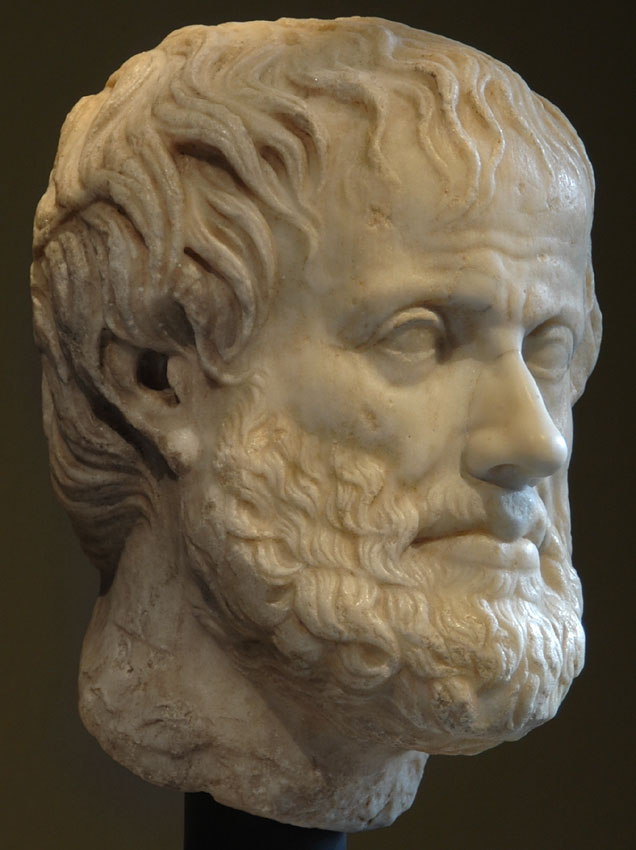
به گفته ارسطو، چگونگی داشتن یک زندگی خوب یکی از پرسش‌های اصلی اخلاق است.

آدمیان در مرحله‌ای از تاریخ پدیداری خود، رفته‌رفته برخی چیزها را ارزشمند تصور کردند. تفکر ابتدایی انسان به این صورت وارد مرحله مفهوم‌سازی شد و مفهوم‌سازی سبب پدیدار شدن مفهوم خوبی یا خیر در ذهن انسان گشت و این شروع تفکر اخلاقی انسان بود. وقتی کومونهای اولیه شکل گرفتند، دو مفهوم عمده در ساختار اجتماعی شان مشهود بود؛ یکی از این مفاهیم، مفهوم عرف بود و دیگری مفهوم تابو. عرف مجموعه قواعدی بود که جامعه به صورت سنتی آن را پذیرفته بود و موجبات انتظام اجتماعی را فراهم می‌آورد؛ زمانی که جوامع به سوی متمدن شدن گام برداشتند و از حالت کومون درآمدند، به مرور مفهوم عرف نیز تبدیل به مفهوم قانون شد. تابو مجموعه‌ای از رفتارها و گفتارهای ناهنجار اجتماعی بود که از سوی آیین و مذهب قوم ممنوع و نکوهیده بودند؛ مفهوم تابو نیز در سیر تطور جوامع مدنی، به مرور زمان به مفهوم اخلاقیات بدل گشت. پس از گذار از دوران کومون‌های اولیه و شکل‌گیری نخستین جوامع مدنی تشریک مساعی رو به افزایش نهاد و تقسیم کار برآوردن نیازها را آسان کرد. این جریان موجب شد که خواسته‌ها از نیازها پیشی بگیرند. بالیدن آرمانها، تکامل هوش بشری و نیز قابلیت تأمل دربارهٔ حیات و عالم موجب شد تا انسان ارزش‌گذاری نیازها و خواسته‌های خود را امری جدی و تا حدی حیاتی قلمداد کند. سرانجام آدمیان برای هر چیزی که در آن منفعتی احساس می‌کردند ارزش قائل می‌شدند و بدین طریق مفهوم خیر گسترش یافت.

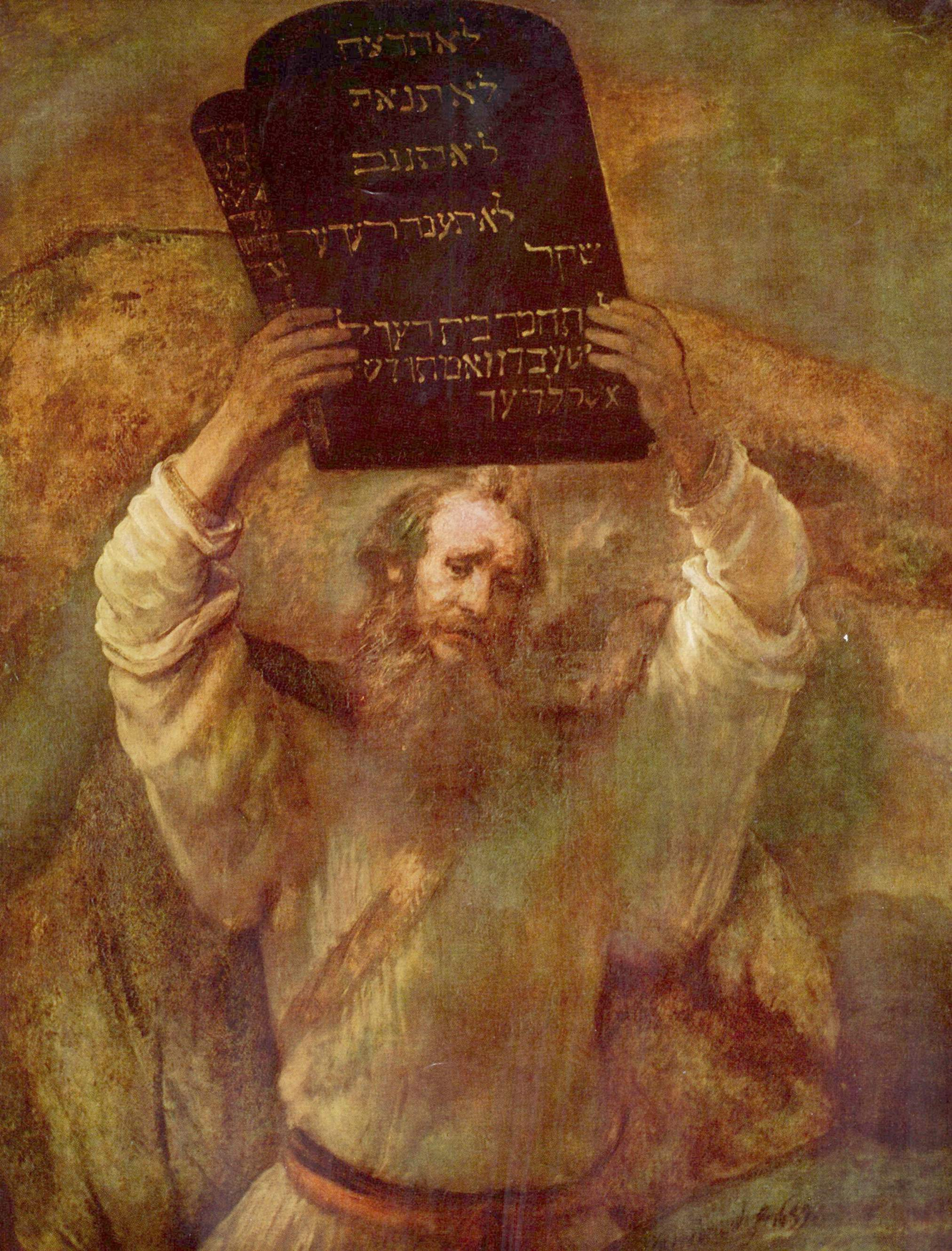
ده فرمان در دستان موسی (اثر رامبراند)

همزمان با پیدایش و گسترش مفهوم خیر در جوامع انسانی مفهوم شر نیز به وجود آمد و گسترش یافت. انسان‌ها بسته به نوع عملکردشان در چشم یکدیگر به خوب و بد تقسیم شدند. این جریان موجب آن شد که افراد بشر گرایش به شر را تقبیح کنند چرا که با وجود منفعت عمل شر برای فرد شرور، کلیت این عمل به ضرر تمام افراد جامعه تمام می‌شد و می‌توانست بنیاد شهروندی را ریشه کن کند. در این راستا بود که معلمین اخلاق ظهور یافتند.
آنچه تاکنون گفته شد بنابر دیدگاه تکاملی در جامعه‌شناسی غربی است ولی برخلاف این سیر تکاملی برای پیدایش مفهوم خیر و شر در نگاه دینی و خداباورانه باید چنین گفت:
این مفهوم خیر و شر تنها در باب خیر و شر نوعی جریان دارد یعنی خیر و شری که به واسطه آن منافع اجتماعی حفظ یا منهدم می‌گردد، در حالی که به بداهت عقلی مشخص است که برخی از اعمال و رفتار دارای منافع و مضرات اجتماعی نیستند، ولی با این وجود عقل به شر بودن آن حکم می‌کند به عنوان نمونه فخرفروشی مضرات اجتماعی مستقیمی ندارد ولی عقل به قبح آن حکم می‌کند.
همچنین شرها و موارد اخلاقی وجود دارند که عقل به آن‌ها دسترسی ندارد، چرا که در نگاه درون دینی عقل نظری مدرک کلیات است و عقل عملی نیز در قالب همان کلیات به مصداق یابی می‌پردازد. با این تفاصیل نیاز به پیامبران از زمان کشف خیر و شر نوعی - اجتماعی نمی‌باشد، بلکه از آغاز هستی انسان نیاز به پیامبران برای نشان دادن این شرها و خیرها وجود دارد چرا که تنها پیامبران به منبع اصلی دانش یعنی خدا متصل هستند و به تمام جوانب نفس بشری و هستی احاطه دارند و گفته می‌شود که اولین و مهم‌ترین معلمان اخلاق، پیامبران بودند.
دین به مثابه برنامه و روش اخلاقی به واسطه عده‌ای افراد که خود را مرتبط با خداوند معرفی می‌کردند به مردمان ارائه شد. آن هم پس از کشف این خیرها و شرهای اجتماعی. این گفته که پیامبران ابراهیمی مهم‌ترین این افراد بودند نیز جای بحث دارد.
همچنین گفته شد که اولین فرامین اخلاقی مدون که انسان را مورد خطاب قرار داد فرامین دهگانه خداوند در سفر پیدایش و سفر تثنیه و نیز احکام دینی و اخلاقی یهود در سفر لاویان بود؛ که این نیز جای تأمل است با توجه به آنچه گفته شد، از ضرورت وجود پیامبران از آغاز زمان زندگانی بشر و وجود پیامبران پیش از موسی بدون شک ده فرمان اولین فرمان اخلاقی خداوند نمی‌باشد، چرا که در زمان نوح نیز خط موجود بوده است. از دیدگاه نیچه نخستین فردی که اخلاقیات را بیان کرد زرتشت بوده است.
باید به این نکته نیز توجه داشت که از دیدگاه بسیاری از متکلمان و اندیشمندان و همچنین حکم عقلی، اخلاق ناشی از دین چون بدون چشم داشت نیست و در نگاه دینی برای عمل خیر، پاداش و عمل شر، عقوبت مقرر شده است، این اخلاق، نسبت به اخلاق سکولار و غیردینی خود از ارزش کمتری برخوردار است چرا که اخلاقی نتیجه‌گرا به حساب می‌آید.
آیین‌های دینی غیرابراهیمی نیز هم‌زمان با این جریان شروع به گسترش کردند. از جمله اینان می‌توان از ادیان زرتشتی و بودایی نام برد.
در قرن پنجم پیش از میلاد مسیح و در سرزمین یونان معلم اخلاقی سر برمی‌آورد که فارغ از آموزه‌های دینی به تعلیم اخلاق می‌پرداخت. سقراط حلقه پیوند معلمین اخلاق با فلاسفه اخلاق بود.
افلاطون مکالمات فراوانی در باب فلسفه نوشت و در این آثار اشارات و بررسی‌های ضمنی بسیاری دربارهٔ ی‌اخلاقیات کرد؛ اما فلسفه اخلاق راه خود را رسماً از زمان ارسطو آغاز کرد. نگارش اخلاق نیکوماخوس شروع تاریخ فلسفه اخلاق است. پس از ارسطو اپیکوریان و رواقیون سردمداران نگرش فلسفی به اخلاق بودند. پس از تحول بزرگ مسیحیت فلسفه اخلاق وارد مسیر جدیدی شد. آگوستین یکی از تأثیرگذارترین فلاسفه اخلاق بود و با آراء خود به تبیین موضوعات فلسفه اخلاق از دیدگاه مسیحیت کاتولیک پرداخت. در دوران قرون وسطی فلسفه اخلاق رشد روزافزونی داشت اما تنها در مسیر اخلاقیات مسیحی پیش می‌رفت. اوج فلسفه اخلاق در قرون وسطی را می‌توان در آراء توماس آکویناس مشاهده کرد. پس از دوران رنسانس اندک اندک آزادی اندیشه و بیان در جوامع اروپایی نهادینه شد و با وجود مشکلات به جا مانده از دوران تاریکی انقلاب فلسفی آغاز گشت. این انقلاب همان آغاز دوران جدید است. دوران مذکور دوران شکوفایی علم و فلسفه بود. تمام فلاسفه بزرگ این دوران دربارهٔ اخلاق نظریه‌های مهمی را مطرح ساختند اما قابل توجه‌ترین این فلاسفه باروخ اسپینوزا است. پیش از دوران جدید تمامی فلاسفه به اخلاق رویکردی مبتنی بر فضیلت داشتند. انقلاب اسپینوزا در فلسفه اخلاق تغییر این رویکرد به اخلاق مبتنی بر کردار بود. تأثیر متفکران دوران جدید بر عصر روشنگری غیرقابل انکار است. در پایان دوران روشنگری بارزترین چهره فلسفه اخلاق طول تاریخ یعنی ایمانوئل کانت رخ می‌نماید. در حقیقت کانت مفهوم امروزی فلسفه اخلاق را ساخت. پس از کانت، جان استوارت میل و آرتور شوپنهاور علم اخلاق را بیش از پیش متحول ساختند. در قرن بیستم نیز فلاسفه بزرگی در دو شاخه فلسفه تحلیلی و فلسفه قاره‌ای آثار مهمی از خود بر جای گذاشتند.

## مسائل
فلسفه اخلاق مانند هر شاخه دیگری از فلسفه، برای پاسخ دادن به سؤالات پیش رویش به تبیین و توضیح پاره‌ای مسائل می‌پردازد. این مسائل می‌توانند مخصوص اخلاق باشند یا می‌توانند مسائلی باشند که هم در اخلاق و هم در علوم دیگر مورد بررسی است. اصولاً فلسفه اخلاق رابطه نزدیکی با فلسفه سیاسی، فلسفه حقوق، جامعه‌شناسی و روان‌شناسی دارد؛ در نتیجه بعضی از مسائل فلسفه اخلاق مسائل حوزه‌های مذکور نیز هستند.

### خیر و شر
مبنای اخلاقیات بر این عقیده استوار است که آنچه برای انسان‌های (و یا حتی جانوران) به خصوصی خوب یا بد است، نه فقط از دیدگاه آنان، بلکه از دیدگاه فراگیرتری خوب یا بد می‌باشد.
حکم کردن به این که چه چیزی فی نفسه خوب است به این معناست که آن چیز ارزشمند است. ذهن انسان با عمل ارزش‌گذاری امور خیر و شر را پدیدمی‌آورد و در نتیجه به تقبیح و تحسین این امور می‌پردازد. نمی‌توان به‌طور قطع گفت که ارزش گذاری‌های این چنینی اصولاً قراردادی هستند یا به صورت غریزی موجودند. با این حال، وجود این دو مفهوم در تاریخ تفکر بشری غیرقابل انکار است. وجود این مفاهیم در ذهن انسان موجب شده است تا نظریات مختلف اخلاقی خیر و شر را به طرق گوناگون تعبیر کنند. برخی خیر را، خیر فرد می‌دانند؛ عده‌ای معتقدند که خیر همان خیر جمعی است و دیگرانی معتقدند که مفهوم خیر نسبت به موقعیت تاریخی و فرهنگی یک جامعه تعریف می‌شود. با وجود این عدم توافق، یک مفهوم در فلسفه اخلاق از اهمیت کلیدی برخوردار است و آن مفهوم خیر اعلی است. خیر اعلی یعنی بالاترین شکل خیر که انسان می‌تواند با حرکت به سوی آن اخلاقی‌تر عمل کند.
خیر می‌تواند به واسطه روابط علّی، هنجاری و مفهومی با درستی در ارتباط باشد. با این حال امکان عدم رابطه میان این دو مفهوم نیز وجود دارد. تبیین روابط خیر و درستی نیز در نظریه‌های مختلف به شکل‌های مختلف بیان شده است.

### درست و نادرست
هرچند که نمی‌توان به قطعیت گفت هر آنچه درست است، خوب نیز هست اما به نظر می‌رسد که به لحاظ ارزشی این دو با هم تساوی دارند؛ یعنی ارزش درستی با ارزش خوبی برابری می‌کند با این تفاوت که خوبی مفهوم بسیار نسبی تر و شناورتری از درستی دارد. درستی و نادرستی امور با آثار عمل بر روی فرد انجام دهنده و دیگران در معرض عمل سر و کار دارد. فرد با ارتکاب عمل درست یا نادرست در وهله اول خود را در موقعیت اخلاقی قرار داده و با این فضا سنجیده می‌شود. در مرحله بعدی آثار عمل فرد می‌تواند بر احساسات دیگران کارگر افتد و همین‌طور می‌تواند سود و زیان مادی به دیگران وارد کند. در نتیجه در اطلاق ارزش درست یا نادرست برای یک امر باید به تأثیرات آن امر بر فرد عامل و نیز تأثیرات آن بر دیگران توجه کرد.
گاهی مفهوم «درست و نادرست» با مفهوم «مخالف و موافق قانون» اشتباه گرفته می‌شود. این دو مفهوم کاملاً از هم متفاوتند؛ ممکن است قوانینی وجود داشته باشد که چیزی که نادرست نیست را ممنوع سازد یا امری نادرست را الزام کند. وقتی ما می‌توانیم ساختارهایی مثل آنچه گفته شد را در ذهن خود بسازیم و بفهمیم معلوم می‌شود که ایده‌های درستی متفاوت از ایده‌های قانونی هستند؛ زیرا ما به واسطه ایده‌های درستی می‌توانیم قوانین را نیز مورد ارزیابی قرار دهیم.
عده‌ای از متفکران فلسفه اخلاق معتقدند که درستی و نادرستی امری نسبی است. اینان استناد می‌کنند بر تأثیر زمان و مکان بر درستی و نادرستی امور یا بستگی درستی امور به شرایط. اما این استنتاج غلط است؛ گزاره‌های مذکور به معنای نسبی بودن بنیان اخلاقیات نیست بلکه به این معناست که اصول بنیادین اخلاق در شرایط مختلف اعمال متفاوتی را ایجاب می‌کند؛ یعنی ما بنیاد محکمی برای اخلاق داریم که بر آن ساختمانی نسبی ساخته شده است.

### فضیلت
به خصایلی که موجب فضل و بزرگ منشی می‌شوند فضیلت می‌گویند. فضایل را می‌توان در پنج گروه تقسیم کرد: فضایل طبیعی (نظیر قدرت، سرعت)؛ فضایل اکتسابی (نظیر مهارت در نواختن ساز، بخشایش)؛ فضایل مربوط به خلق و خو (نظیر خوش خلقی، شوخ‌طبعی)؛ فضایل دینی (نظیر ایمان، پارسایی)؛ فضایل مربوط به منش (نظیر نیک خواهی، مهربانی). به مجموعه این صفات که باعث می‌شود تا فردی را بزرگ‌منش و نیک بنامیم، فضایل اخلاقی می‌گوییم.
اخلاق مبتنی بر فضیلت عمدتاً با اشخاص سر و کار دارد. البته منظور از این سخن این نیست که این شاخه از فلسفه اخلاق محدود به داوری در مورد اشخاص است، بلکه افزون بر آن این گرایش، به راهنمایی کردار نیز می‌پردازد. خوب بودن حکم تعیین‌کننده فلسفه اخلاق معطوف به فضیلت است.

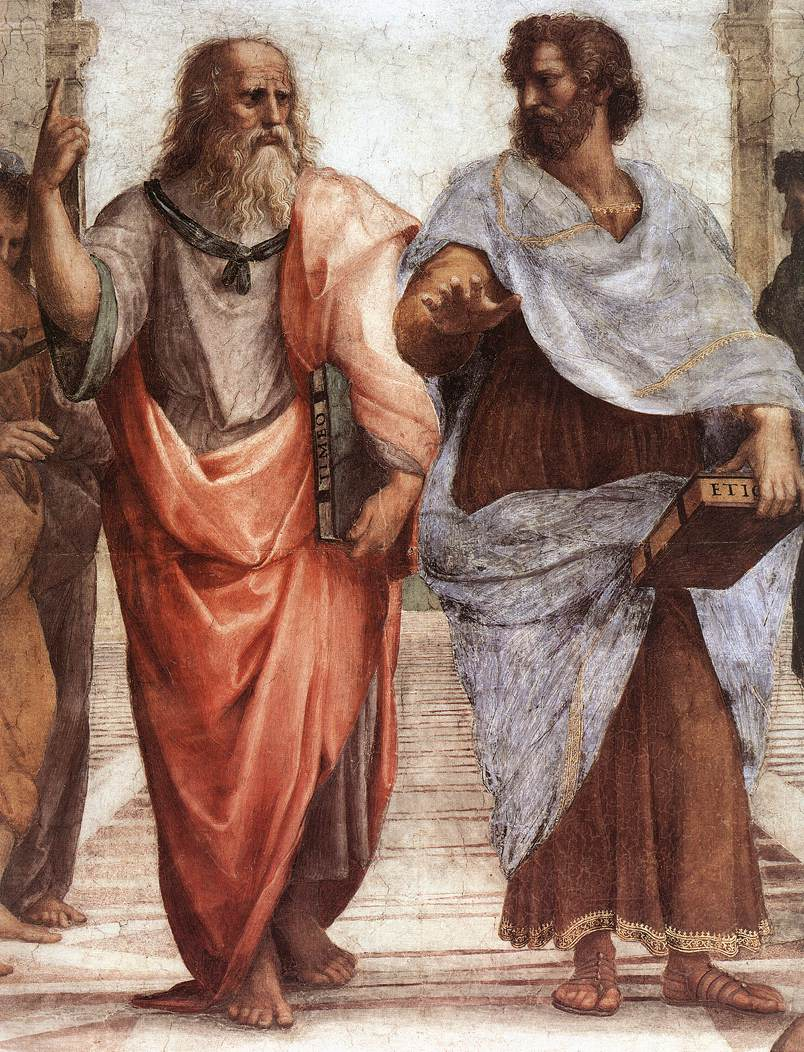
افلاطون (چپ) و ارسطو (راست) مهم‌ترین فلاسفه اخلاق مبتنی بر فضیلت

اخلاق مبتنی بر فضیلت با هر فضیلتی درگیر نیست بلکه تنها فضایلی خاص را مورد مطالعه و بررسی قرار می‌دهد. در حقیقت سر و کار این شاخه از فلسفه اخلاق با فضایل اخلاقی است. فضایل اخلاقی یعنی فضایلی که اخلاقی نامیدنشان موجه است. این توجیه یکی از وظایف فیلسوفان اخلاق مبتنی بر فضیلت است. مسئله دیگر این است که اخلاق مبتنی بر فضیلت به فضایل اکتسابی می‌پردازد، نه فضایل طبیعی. فضایل طبیعی از حیث اخلاقی خنثی هستند.
اصولاً فلسفه اخلاق مبتنی بر فضیلت در میان فیلسوفان باستان رواج داشته است؛ با این حال نمی‌توان گفت که این گرایش در دوران رنسانس، روشنگری و قرن بیستم منسوخ گشته است. گرایش به فضیلت و فضیلت مندی همیشه در میان فلاسفه اخلاق مشهود بوده؛ با این وجود مهم‌ترین فیلسوفان اخلاق مبتنی بر فضیلت عبارتند از:
- افلاطون: از نظر افلاطون فضیلت هر شئ همان چیزی است که آن شئ را قادر می‌سازد تا وظیفه خاص خود را به خوبی انجام دهد؛ یعنی این که اگر تمام اجزاء یک نظام برای انجام دادن کار مورد انتظار از آن نظام در حالت متکامل قرار داشته باشند آن نظام، نظامی فضیلت مند است.
- ارسطو: ارسطو معتقد است که انسان دارای فضایل عقلی است؛ فضایل عقلی مشتملند بر فضایل نظری و فضایل عملی. انسان‌ها ممکن است از هیچ‌یک از این فضایل برخوردار نباشند، ممکن است یکی از این دو را داشته باشند یا این که ممکن است از هر دوی آن‌ها بهره‌مند باشند. از نظر ارسطو عقل زمانی به نحو احسن عمل می‌کند که هر دوی این فضایل را در خود داشته باشد. از منظر معلم اول کمالات و فضایل اخلاقی در ارتباط با بخش غیرعقلانی نفس هستند. این بخش نفس بخشی است مرتبط با برآوردن امیال و خواهش‌ها. اگر عقل بر این بخش نفس نظارت کند آنچه به دست می‌آید فضیلت است.

### عدالت
همه ما با مفهوم عدالت تا اندازه‌ای مأنوسیم. این مفهوم در سرتاسر مناسبات و تعاملات روزمره ما جاری و ساری است. با وجود این ادراک شهودی از اخلاق، اکثر ما تعریف روشنی از عدالت در دست نداریم. به هر حال عدالت یکی از غامض‌ترین و دشوارترین مفاهیم فلسفه اخلاق است و برای شناخت این مفهوم باید درکی کافی از چیستی فلسفه اخلاق داشت.
از دیدگاه ارسطو می‌توان عدالت را از دو دیدگاه نگاه کرد؛ یکی این که عدالت را به مثابه کل اخلاق بنگریم؛ یعنی هر آنچه درست است و نیک است عادلانه است و هر آنچه که عادلانه می‌خوانیم لاجرم درست است و نیک است. منظر دیگر این است که عدالت را به مثابه خود عدالت _ یعنی جزئی از اخلاقیات_ در نظر بگیریم. در این صورت عدالت تعریف خاص خود را دارد و ما می‌توانیم امری را عادلانه یا غیرعادلانه بخوانیم و از آن پس روشن کنیم که فلان عمل عادلانه آیا اخلاقی هم بود یا خیر؟
تئوری‌های عدالت عمدتاً مبتنی بر درک متقابل اجتماعی شکل می‌گیرند و نیز ارتباط میان قانون و اخلاقیات حاکم بر جوامع بر اساس تئوری‌های عدالت میسر می‌شود. در نتیجه، تمام این امور موجب موضع‌گیری اندیشمندان در رابطه با امر اخلاقی می‌شود و مانند هر موضوع فلسفی دیگر عقاید مختلف پیرامون این مسئله شکل می‌گیرد. عده‌ای قائل به عدالت طبیعی می‌شوند و عده‌ای در پی عدالت قانونی می‌روند. کسانی گرایش یه عدالت توزیعی پیدا می‌کنند و کسانی از پایه عدالت را غیراخلاقی عنوان می‌کنند.
با تمام این اوصاف از زمان افلاطون تا به امروز عدالت یکی از پیچیده‌ترین و جذاب‌ترین مباحث فلسفه اخلاق باقی مانده است.

### سعادت
می‌توان این‌گونه گفت که به نتیجه اخلاقی رضایت بخش برای انسان سعادت می‌گویند. پس سعادت امری مطلقاً اخلاقی است. سعادت یا رضایت وجدانی پدیدار نمی‌شود، مگر به سبب عمل درست و نیک اخلاقی. به همین سبب هم سعادت در گفتمان دینی و مذهبی نیز مشهود است؛ زیرا این نوع گفتمان‌ها نیز غایتی اخلاقی دارند.
از زمانی که فلسفه اخلاق وجود داشته، مبحث سعادتمندی نیز مطرح بوده است و عملاً ذهن غایت نگر انسان ناخواسته مجبور به ادراک تصور سعادت است. هیچ دستگاه فلسفی اخلاقی هرگز منکر وجود و حضور سعادت نمی‌شود؛ زیرا با از بین رفتن مفهوم سعادت، غایت فلسفه اخلاق از بین رفته و این فلسفه کارکرد خود را از دست می‌دهد. همه فلاسفه اخلاق مطالب بسیار دربارهٔ سعادت و سعادتمندی، چه به صورت مستقیم و چه به صورت ضمنی، نگاشته‌اند.
مسلم است که نگاه همه فلاسفه به امر سعادت یکسان نیست و هر فیلسوفی بر مبنای دستگاه فکری‌اش سعادت را تعبیری خاص کرده است. جالب آن که مهم‌ترین مؤلفه در به وجود آمدن مکاتب مختلف فلسفه اخلاق، تفاوت تعبیر چیستی سعادت از دیدگاه فلاسفه مختلف است.

## مکاتب

### افلاطون: نظریه معرفت اخلاقی
این نظام اخلاقی با این اصل آغاز می‌شود که اگر آدمی بداند راه زندگانی نیک چیست بر همین مبنا نیز عمل خواهد کرد. در واقع شر و بدکاری نتیجه جهل آدمی یا عدم شناسایی خیر است. اما مشکل در شناسایی همین خیر یا حقیقت است، دیده‌ایم که آدمیان تفاسیر و دیدگاه‌های متفاوتی در این مورد دارند. افلاطون پاسخ را در طی مراتبی در معارفی نظیر ریاضیات و فلسفه برای پروراندن عقل می‌داند، البته می‌پذیرد که کسانی برحسب اقبال خوش و کورکورانه نیز به زندگی خوش دست می‌یابند، در واقع هم عادات فاضلانه و هم معرفت هر دو کمک‌کننده هستند. دومین رکن «مطلق انگاری» است بدین معنی که فقط یک زندگی خوب برای آدمی قابل تصور است. اما به هر دو رکن نقدهایی وارد است، دزدی که دست به دزدی می‌زند، دزدی را حداقل برای خود نیک می‌پندارد با اینکه می‌داند از نگاه اجتماعی این کار خطا است، پس صرف معرفت باعث بروز اعمال اخلاقی نمی‌شود. مسئله بعد عدم توانایی حصول معرفت برای همه افراد با استعدادهای معرفتی گوناگون است، او تنها عملی را اخلاقی می‌دانست که بر حسب عادت و جاهلانه نباشد و شخص مسئول اعمال خود باشد.

### ارسطو: نظریه اعتدال
ضعف نظریات یونان قدیم صرف توجه بر امور عقلی و غفلت از واقعیات زندگی آدمی بود. ارسطو با این که از بنیان‌گذاران مابعدالطبیعه هست سعی کرد تا در علم اخلاق خود راه و رسمی شبیه به علوم تجربی امروزی را در پیش گیرد. ارسطو به این جمع‌بندی رسید که مردم زندگی سعادت مندانه را خوب می‌دانند، اما مسئله ما پیدا کردن تعریفی قابل فهم از همین سعادت است. کتاب اخلاق نیکوماخوس ارسطو پاسخی به همین سؤال است. او سعادت را در نوعی فعالیت می‌دید و نه به صورت مفهومی ایستا. سعادت امری است که در پایان یک زندگی مطلوب حاصل می‌شود، اما هدف آن زندگی نیز نیست. طریقه‌ای برای انجام فعالیت هاست.
سعادت بنا به نظر او به خوب غذا خوردن شباهت دارد، همان‌طور که برای تغذیه خوب باید اعتدال داشت برای نیل به سعادت نیز همین پاسخ را می‌توان داد. از این رو که پاسخ هر فرد برای انتخاب غذای مناسب به طبیعت او و دیگر مسائل وابسته است راه نیل به سعادت را نیز نمی‌توان به‌طور کلی تعیین کرد. مقدار درست غذا خوردن «حد وسط» میان پرخوری و کم خوری است. البته او حد وسط به معنای میانگین دو حد را مد نظر نداشت، نتیجه مهم حاصل از نظریه او وجود راه‌های گوناگون برای افراد مختلف است که بوسیلهٔ تجربه قابل شناخت است. وی همچنین بین معرفت و عمل اخلاقی شکافی قائل است و بیان می‌دارد که اعمالی از انسان سر می‌زند که لزوماً از روی اراده و خواست فرد نیست. باز این نظر را نیز می‌توان نقد کرد، به نظر می‌رسد که بین وفای به عهد و بی وفایی حد وسطی وجود ندارد و همین‌طور هم راستگویی. ظاهراً مطلق‌انگاری افلاطون در این قبیل مسائل صحیح‌تر باشد. انتقاد دوم این است که این میانه‌روی با طبیعت همهٔ افراد سازگار نیست، نهضت رمانتیسیسم را می‌توان انتقادی به این شیوهٔ زندگانی دانست.

### اپیکور: لذت‌انگاری
برخلاف افلاطون که خوبی زندگی را مربوط به خوشی آن نمی‌دانست، اپیکور نماینده نوعی فلسفه بود که تا زمان حال باقی مانده است. تنها چیز خوب از منظر او لذت است. اما بر عکس معنایی که از ظاهر ان مستفاد می‌شود دعوت‌کننده به شکم‌بارگی و شراب‌خواری و شادکامی‌های افراطی نبوده است. او زیستی معتدلانه اما با محوریت لذت را را توصیه می‌کرد و اصرار در کسب لذت را خود عامل درد و رنج می‌دانست. او لذاتی را که خالص بودند و همراهشان درد و رنجی نبود را تشویق می‌کرد. او خود لذاتی نظیر فلسفه ورزی و معاشرت با دوستان و ساده زیستی را برگزیده بود. از وجه روان‌شناسی بر این نظر که محرک آدمیان جستجوی لذت است (حال جسمانی یا معرفتی) نقدی وارد نیست (مگر در رفتارهای غیرآگاهانه و با تعیین‌شدگی قبلی)، نقد اصلی در این است که لذت ساکن و بی‌جنبشی مانند محبت نیز گاه محنت می‌آورد مانند دوست داشتن یک فرد و بعد غم از دست دادن آن فرد. منطق لذت‌جویان این است که با ایجاد و اختراع وسایلی مانند آرامش بخش‌ها و افیون‌ها و محرک‌ها می‌توان بخش دردناک این امور دوگانه را نیز از آن‌ها زدود. ایراد از خود لذت نیست بلکه از عواقب ناخواسته ایست که باید از آن‌ها اجتناب کنیم. نقد جدی‌تر این است که برای به دست آوردن لذت‌های ارزشمند مانند یک شغل خوب گاه باید سال‌هایی را متحمل رنج شد. جواب آن‌ها در این باره این است که نه در گذشتهٔ دور و نه در آینده دور زنگی کنیم، بلکه در نزدیکی‌های زمان حال زندگی خود به جستجوی لذت برآییم.

### کلبیون
مذهب کلبیون و رواقیون همانند لذت‌جویان فلسفه‌های دلداری و تسلی اند و از ناامیدی برمی‌خیزند و ریشه در فهم ذات تراژیک و مصیبت‌زای جهان دارند. این مذهب واکنشی به فساد اجتماعی و جنگ‌های فراوان یونان باستان بود، آرامش را در ترک جامعه و زندگی زاهدانه می‌یافت. گاه به قدری کم‌خرج و پست که به حیوانات نزدیک می‌شدند و گاه «سگوار» بودند. این نظریه به دنبال نیک‌بختی فردی است و به نوعی ضداجتماع است که در ظهور فلسفهٔ اولیهٔ مسیحی مؤثر بود.

### رواقیون
مانند کلبیان اینان نیز از اضمحلال دولت شهرهای یونان تنگدل و افسرده بودند و اندرزهایی برای نیل به رستگاری شخصی در یک دنیای خردکننده ارائه دادند. در یک جمله: یاد بگیر نسبت به تأثیرات خارجی سهل‌گیر و بی‌اعتنا باشی! در واقع خیر و شر در درون توست و دیگر افراد فقط کنترل خارجی بر ما دارند. فقط اراده است که خوب بد است. همچنین یکی از ستون‌های همیشه استوار آموزه‌های رواقی، تفکر و تأمل دربارهٔ مرگ است. مارکوس آئورلیوس امپراتور رومی و از شناخته‌شده‌ترین رواقیون، در تاملات می‌گوید: مرگ به همه ما لبخند می‌زند، تنها کاری که انسان می‌تواند انجام دهد این است که او هم به مرگ لبخند بزند. دیدگاه نوین و پذیرا به سمت مرگ نه تنها در نوشته‌های مارکوس آئورلیوس، بلکه در نقل قول‌ها و نوشته‌های دیگر رواقیون مانند اپیکتتوس، زنون و سنکا نیز به وضوح دیده می‌شود. اپیکتتوس می‌گوید: من نمی‌توانم از مرگ فرار کنم، اما می‌توانم از ترس از مرگ فرار کنم. اعتقاد بر تقدیر و تأثیر اتفاقات خارجی در اعمال و سرنوشت انسان‌ها نیز از آموزه‌های رواقیون است. رواقیون معتقدند که دو دسته از مشکلات وجود دارند: آنهایی که تحت تابع و کنترل ما و آنهایی که خارج از کنترل ما هستند، پس باید به مشکلات دسته دوم تا جای ممکن بی‌اعتنا بود تا بتوان مشکلات دسته اول را حل و فصل کرد. البته این نظریه پیچیدگی‌های خاص خود را نیز دارد زیرا بخشی از آن بر مبنای تقدیر و از پیش تعیین‌شدگی امور به دست خداوند بنا شده است پس باید اراده خود را با ارادهٔ او و اراده طبیعت هماهنگ ساخت و از بند خواستن و به دنبال شهوات رفتن آزاد شد. رواقیون عموماً افراد مذهبی نبوده اما اسامی خدایان و تأثیر آنها در این مکتب به وضوح دیده می‌شود؛ مثلاً اشاره به فورتونا، ایزدبانوی شانس و تقدیر در یونان باستان و بی‌قاعده بودن بخشش یا خشم او نسبت به آدمیان مکرر توسط سنکا نقل می‌شده است. سه مشکل اصلی در این مکتب عبارتند از: (۱) مشکل منطقی در رویارویی مفاهیم اختیار و سرنوشت (۲) بی‌قیدی نتایجی مثبت دارد که برخلاف عقل عرفی است (۳) این اصول مناسب شرایطی خاص هستند. بررسی کامل این مذهب به تفکری جدی در مورد اختیار و ارادهٔ آزاد نیاز دارد که در صفحات اندک نمی‌گنجد.

### اسپینوزا
او با تکیه بر سنت رواقیون و همچنین دکارت دو اصل را یافته بود: (۱) موجبیت مطلق بدین معنی که اعمال لحظهٔ حال ما حاصل قوانین طبیعت و تجربه گذشته است (۲) امور اعتباری و نسبی هستند و هیچ چیز فی نفسه خوب یا بد نیست. او زندگی خوب را داشتن طرز تلقی و حالتی خاص نسبت به جهان که دو بخش انفعالی-احساسی و عقلانی دارد می‌دانست. قسمت عقلانی این حقیقت که موجبیت مطلق بر عالم حکم فرماست و بخش احساسی پذیرفتن این امر در درون خود. به این شکل اولاً انسان نسبت به دیگران همدلی پیدا می‌کند و از آن‌ها رنج نمی‌بیند چرا که آن‌ها را مقصر نمی‌داند ثانیاً خود را مقصر نمی‌داند و درد پشیمانی که بزرگ‌ترین رنج است را نیز متحمل نمی‌شود و در نهایت اینکه برای امور اعتباری نظیر ثروت و مقام و شان اجتماعی خود را به زحمت نمی‌اندازد. شاید بتوان فلسفهٔ اخلاقی اسپینوزا را یکی از فلسفه‌های انسان انگارانه دانست که تا به امروز نیز در بین عالمان و فضلای غرب حتی معتقدان به نحلهٔ نیهیلیسم مورد قبول بوده است.

### فراطبیعت‌گرایی
فراطبیعت گرایی تقریباً ابتدایی‌ترین نظام کامل اخلاقی است که بشر به آن دست یافته. این دیدگاه پایه اخلاقی ادیان بوده است و از دل نظام اخلاقی دینی به فلسفه اخلاق وارد شده است. بسیاری بر آنند که اصولاً فلسفه اخلاق این همان است با اندیشه دینی. هرچند که گزاره مذکور کاملاً مردود است اما گویای اهمیت این ریشه اخلاقیات نیز هست. فراطبیعت گرایی ناظر بر نظریه فرمان الهی است. به این معنا که آن چیزی درست و خوب است که خداوند به آن امر کند و آن چیزی نادرست و شر است که خداوند ما را از آن نهی کند. در نتیجه فراطبیعت گرایی گرایشی است از فلسفه اخلاق که تحت تأثیر فرامین الهی شکل گرفته است.
کسانی که قائل به گرایش فراطبیعی در اخلاق هستند، در درجه اول ایمان به خدا را مسلم فرض می‌کنند. بر همین اساس تمام قوانین بنیادین از این منظر برخاست خداوند مبتنی‌اند. به تبع قوانین بنیادین هستی بنیان‌های اخلاقی نیز برخاست خدا استوار می‌شوند و در نتیجه خداوند خالق نظام اخلاقی فرض گرفته می‌شود و خواست او موجب تمایز درست از نادرست می‌گردد.
همچنین فراطبیعت‌گرایان معتقد به عینیت اخلاقند؛ یعنی اخلاقیات وجود خارجی و عینی دارند و نمود آن‌ها همان مفهوم تکلیف الهی است. با فرض عینی بودن اخلاقیات لاجرم باید پذیرفت که برای تکالیف عینی اخلاقی باید منبعی وجود داشته باشد. این منبع نمی‌تواند غیر شخص باشد؛ زیرا غیر شخص فروتر از شخص است و آن که فروتر از شخص است نمی‌تواند برای شخص تکلیفی تعیین کند؛ و این منبع نمی‌تواند خود هر فرد باشد زیرا فرد می‌تواند خود را از قید هر تکلیفی برهاند و مکلف به هیچ چیز نباشد؛ و نیز این منبع نمی‌تواند جامعه باشد زیرا این‌ها اگر ما را به انجام کاری غیراخلاقی وادارند هیچ حجیت اخلاقی برای ما ندارند. در نتیجه تنها خدا می‌ماند که می‌تواند منشأ تکالیف ما باشد.
مسئله مهمی که برای فراطبیعت‌گرایان مطرح است این است که چگونه می‌توان از خواست خداوند با خبر شد؟ سیر تطور فراطبیعت‌گرایی مسیحی جوابی تقریباً جامع به این سؤال داده است اما متأسفانه به سبب ضعف فلاسفه یهودی و مسلمان در امور فلسفه اخلاق در فلسفه این دو دین هیچ جواب مشخصی نمی‌توان یافت. پاسخ این سؤال از منظر مسیحیان در چهار چیز خلاصه می‌شود: کتاب مقدس، کلیسا، نیایش و عقل. کتاب مقدس از این منظر بنیان سه شاخصه بعدی است و به ترتیب اهمیت دیگر شاخصه‌ها منظم شده‌اند.
در عین حال انتقادات فراوانی نیز به فراطبیعت‌گرایی وارد است. به عنوان مثال یکی از مهم‌ترین ایرادات به فراطبیعت گرایی را عنوان می‌کنیم:
تنها اصل قطعی جهان ما امتناع تناقض است. همه اصول شناختی ذهن انسان وجود دارند و وجودشان مستمر است به سبب وجود این اصل که هرگز دو امر متناقض نمی‌توانند مجتمع شوند. خداناباوران می‌گویند که «کشتن بد است.»؛ با این حال این افراد قائل به وجود خداوند نیستند. اگر فراطبیعت‌گرایی صادق باشد، پس این اصل نیز صادق است که هرچه بد است به سبب نهی خدا بد است. با فرض این امر باید قائل شویم که اندیشه خداناباوران حاوی تناقض است. اما ما تناقضی در اندیشه خداناباوران نمی‌بینیم. پس فراطبیعت‌گرایی صادق نیست.

### طبیعت‌گرایی
دستگاه شناختی ذهن انسان به راحتی میان اموری که در طبیعت وجود دارند و اموری که این چنین نیستند فرق می‌گذارد. مسئله این جاست که آیا درست و نادرست در طبیعت موجود است یا خیر؟ در حقیقت این سؤالی است از جوهر اخلاق؛ سؤالی دربارهٔ این که اخلاق طبیعی است یا مصنوع دست بشر است. پاسخ مثبت به مسئله مذکور، یعنی وجود درست و نادرست در طبیعت، گرایش طبیعی در اخلاق را بر می‌سازد.
طبیعت‌گرایان معتقدند که امور اخلاقی به صورت بنیادین در طبیعت هست. این افراد برآنند که اخلاق بخشی از نظام طبیعی اشیاء است. اندیشیدن دربارهٔ اخلاق به مثابه امری طبیعی تنها در سنت قانون طبیعی معنا می‌یابد. این دیدگاه اخلاقی بر این اصل بنیان نهاده شده است که اخلاقیات در ذات طبیعت و بشر نهادینه است و در همه جای جهان اخلاق تنها یکی است. در نتیجه این نظرگاه در مخالفت کامل با نسبی نگری اخلاقی است.
طبیعتی که مد نظر طبیعت‌گرایان است، گاه به معنای کل کیهان استفاده شده و گاه به معنای طبیعت بشر. اما تا پیش از قرن بیستم غالباً تصور می‌شد که خداوند واضع و منشأ قانون طبیعی و به تبع آن اخلاق طبیعی است. برخی نیز معتقد بودند که خداوند خود حالّ در طبیعت یا حتی عین طبیعت است. در قرون وسطی این اندیشه باب گشت که خداوند خالقی است که خود خارج از مخلوقش قرار دارد و خلق خدا همین طبیعت است و در نتیجه خدا در طبیعت نیست. اواخر قرن نوزدهم با درآمدن علم و فلسفه از زیر یوغ دین، این علوم تغییرات عمیقی کردند. در این میان اندیشه اخلاقی طبیعت‌گرا نیز بی نصیب نماند. در حقیقت در اوایل قرن بیستم نگاه اخلاق طبیعی از زیر نگاه خدا درآمد و خود طبیعت را به مثابه آن کل اخلاقی مفروض شد.
مهم‌ترین تأثیر گرایش طبیعی در اخلاق، زاده شدن فلسفه سیاسی، فلسفه علوم اجتماعی و فلسفه حقوق است. در حقیقت با بررسیدن اخلاق طبیعی راه شناخت تکوین قانون طبیعی بر ما گشوده می‌شود و از این طریق مرز میان فلسفه اخلاق با شاخه‌های مذکور مشخص می‌شود.

### تکلیف‌گرایی
کانت معتقد بود که ارادهٔ خیر و حسن نیت تنها مفهوم ذاتاً خوب است و معنی حسن نیت، انجام وظیفه است، تنها دلیل موجه برای ادای وظیفه همان وظیفه بودن آن است و هیچ دلیل دیگری نباید داشته باشد، و اگر کسی از ترس مجازات یا به امید پاداش ادای وظیفه کند، تکلیف خود را انجام نداده است. کانت در این زمینه گفته است: «من خواب می‌دیدم و می‌پنداشتم که زندگی تمتع است چون بیدار شدم دیدم وظیفه است.» تکلیف عملی است که شخص برای متابعت از قاعدهٔ کلی انجام می‌دهد. به عبارتی دیگر تکلیف احترام به قانون است. قاعدهٔ اخلاقی اصلی کانت این است که شخص باید همواره چنان عمل کند که گویی شیوهٔ عمل او قانون فراگیر طبیعت خواهد شد و همواره و همه‌وقت قانون کلی خواهد بود. قاعدهٔ اساسی دیگر در فلسفهٔ کانت بیان می‌کند که انسان غایت فی نفسه است و باید با هر انسانی، خواه خود و خواه دیگران به عنوان غایت رفتار کرد نه وسیلهٔ رسیدن به هدف.

### فایده‌گرایی
سود انگاری (فایده‌گرایی) که هنوز هم در آمریکا و انگلیس محبوبیت دارد مسیر طولانی و پرتاب و توانی را طی کرده است. اصلی بنیادین ناظر به قلب این مکتب این‌گونه است: یک عمل تا آنجا که در جهت حصول و تولید بزرگ‌ترین خوشی و سعادت برای بزرگ‌ترین عده می‌باشد، درست و حق است. اگر سعادت را لذت بگیریم سودانگاری به لذت انگاری تقلیل می‌یابد. یکی از نتایج مهم حاصله جدایی نیت فاعل و نتیجهٔ فعل فاعل از هم است. این نظریه اخلاقی نوعی فلسفهٔ سیاسی که همان حکومت دمکراتیک است را نیز در پی خواهد داشت. مبارزه برای حق انتخابات زنان و آزادی‌های انسانی از نتایج تلاش معتقدین به این مکتب بوده است. همچنان انتقاداتی در مورد اراده آزاد و تعریف سود حقیقی به این مکتب نیز وارد است. از چهره‌های اصلی بنیان‌گذار این مکتب می‌توان جرمی بنتام و جان استوارت میل را نام برد.